# Pouilly-sur-Meuse
Pouilly-sur-Meuse é uma comuna francesa na região administrativa de Grande Leste, no departamento de Meuse. Estende-se por uma área de 11,83 km². Em 2010 a comuna tinha 184 habitantes (densidade: 15,6 hab./km²).